# Odontotaenius cuspidatus
Odontotaenius cuspidatus is een keversoort uit de familie Passalidae. De wetenschappelijke naam van de soort is voor het eerst geldig gepubliceerd in 1857 door Truqui.